# СВВ Велоситас
СВВ «Велоситас» (нидерл. CVV Velocitas) — нидерландский футбольный клуб из Бреды, также известен как «Велоситас Бреда». Основан 1 апреля 1895 года курсантами Королевской Военной Академии. Домашние матчи команда проводила на футбольном поле в парке «Вилхелмина». 
В чемпионате Нидерландов клуб провёл 22 сезона. Наивысшим достижением стала победа в Кубке Нидерландов в сезоне 1899/1900. Шестеро футболистов клуба сыграли за национальную сборную Нидерландов. В 1932 году клуб был расформирован.

## Достижения
- Обладатель Кубка Нидерландов: 
  - 1899/1900

## Бывшие игроки
- Ян Аккерсдейк
- Гюс ван Хеккинг Коленбрандер
- Гюс Лютьенс
- Эдди де Неве
- Фред ван дер Пул
- Бен Стом